# Пустынь (Кирилловский район)
Пустынь — местечко в Кирилловском районе Вологодской области.
Входит в состав Липовского сельского поселения, с точки зрения административно-территориального деления — в Липовский сельсовет.
Расстояние до районного центра Кириллова по автодороге — 18 км, до центра муниципального образования Вогнемы по прямой — 8 км. Ближайшие населённые пункты — Великий Двор, Жохово, Кузьминка.
По переписи 2002 года население — 385 человек (299 мужчин, 86 женщин). Преобладающая национальность — русские (98 %).